# 察哈尔右翼中旗
察哈尔右翼中旗，简称察右中旗， 是中華人民共和國內蒙古自治區烏蘭察布市下轄的一個旗。面積4198平方公里，旗人民政府駐科布爾鎮。

## 历史沿革
清初，後金征服察哈爾，清廷將其安置在義州邊外，後又在順治年間將察哈尔部遷往大同、宣化以北。1675年（康熙十四年）5月，布尔尼亲王反清失败。清王朝废其世袭爵位，按满洲八旗建制设八旗察哈尔，编为左、右两翼。初由在京蒙古都统兼辖，後在乾隆年間歸屬察哈爾都統。今烏蘭察布市轄境大部在清代屬察哈爾右翼四旗，包括：正黄旗（旗地相当于今兴和县，察右前旗大部分及察右后旗东部和商都县部分地区）、正红旗（旗地相当于今集宁区、察哈尔右翼前、后二旗西部、卓资县东北部和丰镇市西部地区）、镶红旗（旗地相当于今察右中旗东南部、卓资县东部、凉城县大部、丰镇市西部的一小部分地区），镶蓝旗（旗地相当于今察右中旗西部及北部、卓资县大部和凉城县西部、武川县一部地区）。
1750年（乾隆十五年），置丰镇厅（今丰镇市）和宁远厅（今凉城县），二厅分别管理察哈爾右翼四旗的旗、民交涉事务。丰镇厅隶山西大同府，宁远厅隶山西朔平府。
1903年（光绪二十九年），在察哈尔右翼四旗地方设兴和厅（今兴和县）和陶林厅（今察哈尔右翼中、后二旗各一部分），隶属山西省归绥道。
1912年（民国元年），北洋政府改归绥道为归绥观察使，所属十二抚民厅一律改为县，即归化县、和林格尔县、托克托县、清水河县、萨拉齐县、武川县、五原县、东胜县、宁远县、丰镇县、兴和县、陶林县。抚民厅原设同知、通判等官职均改称县知事，仍归绥远城将军监督节制。並沿襲清制設察哈尔都统，统辖察哈尔左、右翼之正蓝，正白、镶白、镶黄、正黄、正红、镶红、镶蓝八旗，为其最高军政、民政长官。1914年6月14日，察哈尔都统轄區设立察哈尔特别区，特别区下设兴和道，设道尹，管辖由绥远特別區划归的丰镇、凉城、陶林、兴和四县和直隶省口北道划归的张北、沽源、多伦三县。同时还统辖察哈尔左右翼八旗及四牧群和锡林郭勒盟十旗。同年7月6日，设立绥远特别区，改绥远城将军为绥远都统。特别区辖原归绥道所属十二县、乌兰察布盟六旗、伊克昭盟七旗。1928年（民國十七年），南京国民政府将热河、察哈尔、绥远三特别区改省，旧直隶口北道十县划归察哈尔省，察哈尔原划绥远之丰镇、凉城、兴和、陶林四县仍归还绥远省。1937年3月，察哈尔右翼四旗划归绥远省，統称绥东四旗。
1949年10月，绥远省人民政府成立绥东、绥南两个专署。绥东专署辖集宁、丰镇、兴和、龙胜、陶林、武东6个县，后改为集宁专区。1950年，先設東四旗中心旗，後合併設镶蓝镶红联合旗。1954年，集宁专区改为平地泉行政区，廢除陶林县和綏東四旗建制，改划为察哈尔右翼前旗、察哈尔右翼中旗、察哈尔右翼后旗三個旗，由平地泉行政区管辖，後劃歸烏蘭察布盟。21世紀初烏蘭察布撤盟改市，繼續歸屬烏蘭察布市。

## 行政区划
察哈尔右翼中旗下辖5个镇、4个乡、2个苏木：
科布尔镇、铁沙盖镇、黄羊城镇、广益隆镇、乌素图镇、大滩乡、宏盘乡、巴音乡、库伦苏木、乌兰哈页苏木、土城子乡和辉腾锡勒园区管理委员会。

## 人口
根据2020年第七次全国人口普查，全旗常住人口86108人，占乌兰察布市总人口的5.05%，2010年第六次全国人口普查时，全旗常住人口占乌兰察布市人口的6.97%。常住人口中，男性占52.30%，女性占47.70%，性别比为109.66。常住人口中，0-14岁占7.91%，15-59岁占53.39%，60岁及以上占38.70%，其中65岁及以上占26.76%。每10万人口中拥有各类受教育程度人数为，大专及以上10871，高中（含中专）10827，初中31282，小学35422。
主要是汉族人，其中有元山子乡的大马库伦村为回族聚居地，其他还有回族，散居全旗。察哈尔右翼中旗境内的汉语方言主要属于晋语张呼片。库伦苏木为蒙古族聚居区。

## 教育
整体教育水平中偏上。小学有东街小学、西街小学、实验小学（南街小学）和民族学校（北街小学）；初中有察哈尔右翼中旗二中和察哈尔右翼中旗三中；高中有察哈爾右翼中旗一中和察哈爾右翼中旗职中。2005年后人口大量外流，大量中学生前往邻近城市读书。现存察哈爾右翼中旗一中、二中，察哈爾右翼中旗职中高中部，和察哈爾右翼中旗三中。

## 经济
根据2018年全国经济普查，全旗共有法人单位1279个，占乌兰察布市5.8%。法人单位从业人员11394人，其中女性3534人。
2006年，全旗地区生产总值完成16.1亿元，同比增长36.1％，财政收入达8481万元，同比增长23.6%，农牧民人均纯收入达2580元，同比增长6%，城镇居民均可支配收入达8 070元，同比增长8%。

### 产业
察哈爾右翼中旗境內證實蘊藏且以開採的礦產計有金、銀、鐵、石棉、石英、鉀長石、石灰石、大理石、銅、鋁、錳、石墨等30餘種，近年以石英與石灰石為主要礦採礦物。
著名的黄花沟生态旅游区就位于察哈爾右翼中旗境内。该地景色秀美，风光宜人，典型的温带草原。号称亚洲第二大的风力发电厂居在黄花沟边上。
有中国地理标志产品：察右中旗红萝卜。

## 交通
- 335国道过境。

## 备注
1. ↑  含2个苏木